# Виттенбург
Виттенбург (нем. Wittenburg) — город в Германии, в земле Мекленбург-Передняя Померания.
Входит в состав района Людвигслуст. Подчиняется управлению Виттенбург. Население составляет 4834 человека (на 31 декабря 2010 года). Занимает площадь 46,25 км². Официальный код — 13 0 54 117.

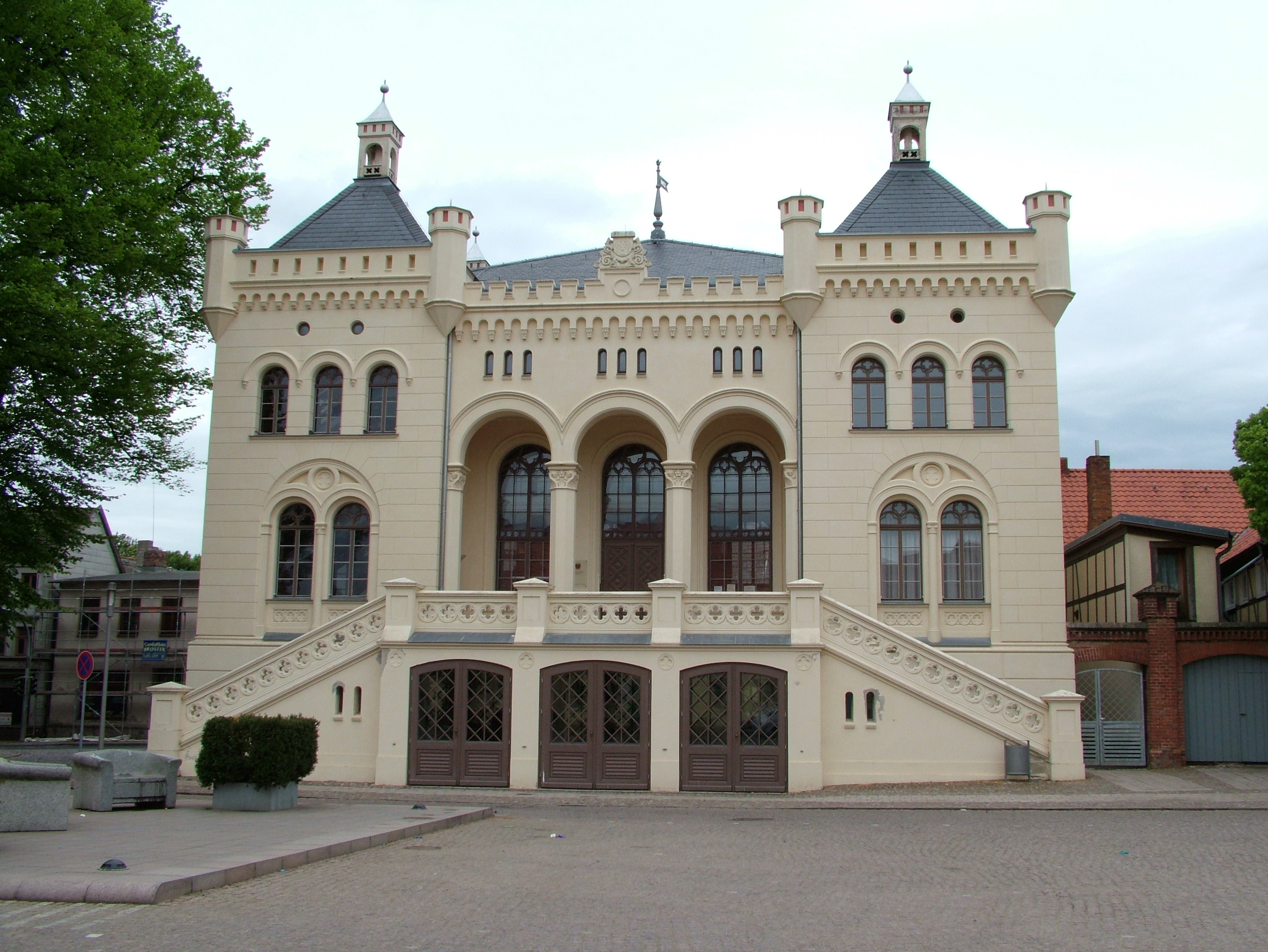
Ратуша
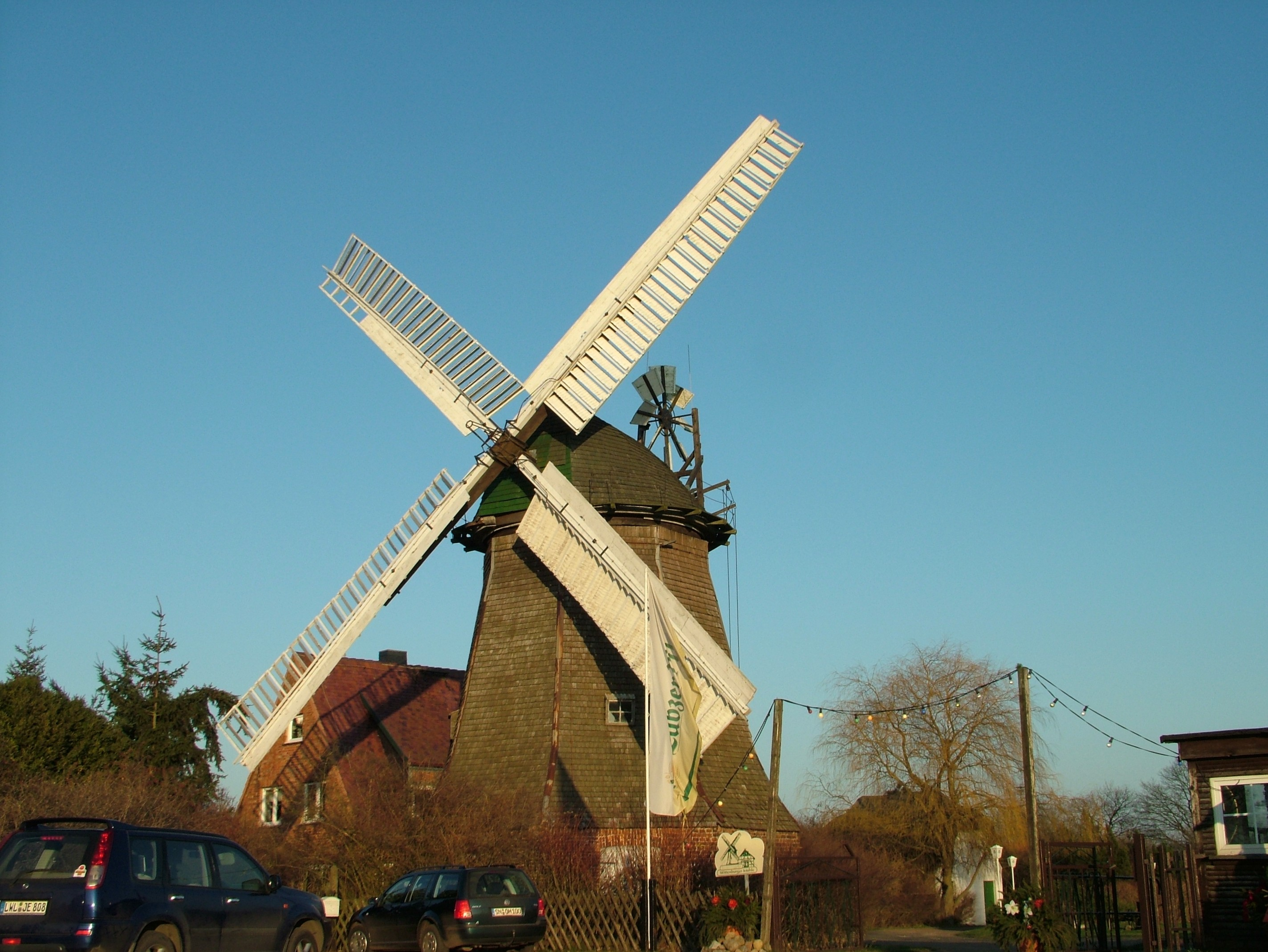
Виттенбург